# Moravița, Vrața
Moravița (în bulgară Моравица) este un sat în comuna Mezdra, regiunea Vrața,  Bulgaria. 

## Demografie
Componența etnică a satului Moravița
     Bulgari (79,72%)
     Romi (3,17%)
     Nicio identificare (17,1%)
     Altele (0%)
La recensământul din 2011, populația satului Moravița era de 725 locuitori. Din punct de vedere etnic, majoritatea locuitorilor (79,72%) erau bulgari, cu o minoritate de romi (3,17%). Pentru 17,1% din locuitori nu este cunoscută apartenența etnică.